# Windows To Go
Windows To Go （ウィンドウズ トゥ ゴー）は Windows 8 Enterpriseエディションの機能で、フラッシュメモリや外付けハードディスクドライブなどのUSBストレージデバイスからのブートとOS実行を可能にする。
企業のシステム管理者が、その企業の決めたデスクトップなどを反映させた Windows 8 を各ユーザーに配布できるようにすることを意図している。Windows 8 の他のエディションでは Windows To Go ドライブの作成はサポートされていない。2011年9月に開催された BUILDデベロッパー・カンファレンスで参加者に Windows To Go 対応ドライブが配布された。
Windows 10 バージョン 1903 のリリースをもって開発を終了し、バージョン 2004 で「Windows To Goワークスペースの作成（Portable Workspace Creator）」が削除された。

## 歴史
Windows 8がリリースされるまではUSBストレージからのブートをサポートしていたWindowsは組み込み向けのWindows Embedded Standard 7やHyper-V Server 2008 R2に限られていた。
2011年4月、Windows 8 build 7850 がリークされ、このビルドには "Portable Workspace Creator" というプログラムが含まれており、Windows 8 のブート可能なUSBデバイスを作成するものだと判明した。
2011年9月、マイクロソフトは Windows To Go をBUILDカンファレンスで公式発表し、その場で32GBのUSBメモリに Windows To Go をプレインストールしたものを配布した。
2019年5月、開発終了を発表。

## 通常インストールとの相違
安全性およびセキュリティのための機能
データを消失するのを防ぐための安全対策設計として、USBドライブを抜去するとWindowsは一時停止状態となり、60秒以内にUSBドライブを挿入すれば実行を再開する。USBドライブがその時間内に挿入されなかった場合、画面上の表示やRAM内の重要な情報が漏れるのを防ぐため、60秒後にコンピュータのシャットダウンを開始する。Windows To Goドライブは、BitLockerを使って暗号化することもできる。
デバイスドライバのインストール
あるコンピューターで初めてWindows To Goでブートする際、そのハードウェアで必要とされるドライバ群をインストールする。リブートは不要である。その後のブートでは、直接Windows 8が起動する。
Windowsストア
Windows 8のWindows To Goでは、「ストア」アプリの実行が規定で不許可に設定されている。これはストアのライセンスがハードウェアに紐づくものであり、ハードウェアが固定されないWindows To Goとは相いれない設計だったためである。
Windows 8.1では撤廃されている。

## 技術的詳細
マイクロソフトによれば、Windows To Go ドライブはImageXなどのWindowsツールを使って作成し、配備することができる。
Windows To Go は USB 2.0 と 3.0 で使用可能で、従来からのBIOSでもUEFIファームウェアでも使える。

## ライセンス
BUILDでの発表において、ライセンスの詳細は語られなかったが、2012年4月18日、マイクロソフトのソフトウェア・アシュアランス・プログラムで Windows To Go の使用権もライセンスされることが明らかとなった。それによると、ソフトウェア・アシュアランス契約を結んだ企業の従業員は Windows To Go を個人所有のPCなどで仕事目的で使用することも可能となる。

## 反響
ZDNetのライター Simon Bisson は「Windows 8 の最も興味深い機能の1つ」とし、「USB 2.0 ポートで使用しても十分な性能であり、遅延は感じられない」とし、「Windows 8 の非常に便利な実行方法」だとした。